# NousLib
 (août 2025).
L'article doit être relu — et modifié si nécessaire — par des contributeurs indépendants pour apporter un regard critique aux contributions effectuées en violation des conditions d'utilisation de Wikipédia, tant sur la forme (notamment concernant le style encyclopédique, la proportionnalité) que sur le fond (la neutralité de point de vue, la qualité et l'indépendance des sources).
 (août 2025).
Motif : l'utilisateur qui a apposé ce bandeau n'a pas précisé le motif de la pose.
- Archive Wikiwix
- Bing
- Cairn
- DuckDuckGo
- E. Universalis
- Gallica
- Google
- G. Books
- G. News
- G. Scholar
- Persée
- Qwant
- (zh) Baidu
- (ru) Yandex

| 1. | Préciser le motif de la pose du bandeau. | Précisez le motif de la pose du bandeau en utilisant la syntaxe suivante : {{admissibilité à vérifier\|date=août 2025\|motif=remplacez ce texte par le motif}}               |
| 2. | Informer les utilisateurs concernés.     | Pensez à avertir le créateur de l'article, par exemple, en insérant le code ci-dessous sur sa page de discussion : {{subst:avertissement admissibilité à vérifier\|NousLib}} |

 (août 2025).
 (août 2025).
La mise en forme du texte ne suit pas les recommandations de Wikipédia : il faut le « wikifier ».
Les points d'amélioration suivants sont les cas les plus fréquents :
- Les titres sont pré-formatés par le logiciel. Ils ne sont ni en capitales, ni en gras.
- Le texte ne doit pas être écrit en capitales (les noms de famille non plus), ni en gras, ni en italique, ni en « petit »…
- Le gras n'est utilisé que pour surligner le titre de l'article dans l'introduction, une seule fois.
- L'italique est rarement utilisé : mots en langue étrangère, titres d'œuvres, noms de bateaux, etc.
- Les citations ne sont pas en italique mais en corps de texte normal. Elles sont entourées par des guillemets français : « et ».
- Les listes à puces sont à éviter, des paragraphes rédigés étant largement préférés. Les tableaux sont à réserver à la présentation de données structurées (résultats, etc.).
- Les appels de note de bas de page (petits chiffres en exposant, introduits par l'outil «  Source ») sont à placer entre la fin de phrase et le point final[comme ça].
- Les liens internes (vers d'autres articles de Wikipédia) sont à choisir avec parcimonie. Créez des liens vers des articles approfondissant le sujet. Les termes génériques sans rapport avec le sujet sont à éviter, ainsi que les répétitions de liens vers un même terme.
- Les liens externes sont à placer uniquement dans une section « Liens externes », à la fin de l'article. Ces liens sont à choisir avec parcimonie suivant les règles définies. Si un lien sert de source à l'article, son insertion dans le texte est à faire par les notes de bas de page.
- La présentation des références doit suivre les conventions bibliographiques. Il est recommandé d'utiliser les modèles {{Ouvrage}}, {{Chapitre}}, {{Article}}, {{Lien web}} et/ou {{Bibliographie}}. Le mode d'édition visuel peut mettre en forme automatiquement les références.
- Insérer une infobox (cadre d'informations à droite) n'est pas obligatoire pour parachever la mise en page.

Pour une aide détaillée, merci de consulter Aide:Wikification.
Si vous pensez que ces points ont été résolus, vous pouvez retirer ce bandeau et améliorer la mise en forme d'un autre article.

## NousLib
NousLib est une plateforme française de rencontres en ligne développée par CBK INTERACTIVE SAS, destinée aux célibataires et couples ouverts d’esprit à la recherche d’expériences relationnelles et sexuelles alternatives. L’application a été officiellement lancée en France en 2021 et est accessible via les applications mobiles Android et iOS ainsi que par une interface web.

## Présentation
Plus qu’une simple application de rencontres, NousLib se positionne également comme une plateforme média promouvant la liberté sexuelle, dans le but de contribuer à une société où chacun peut explorer et exprimer ses désirs sans jugement. La plateforme offre un espace sécurisé et inclusif pour s’engager dans différents types de relations, qu’il s’agisse de rencontres occasionnelles ou de modes de vie alternatifs.

## Historique
NousLib a été lancée officiellement en France en 2021, avec pour ambition de proposer une approche plus libre et inclusive de la rencontre en ligne. En 2023, l’application est devenue disponible sur Android et iOS.
L’un des éléments différenciateurs de NousLib réside dans sa double vocation : application de rencontres et plateforme éducative. À travers ses articles intégrés dans l’application et son blog externe, intitulé NousLib Mag, la plateforme propose plus de 500 articles sur les relations, la sexualité, le polyamour, le libertinage et le bien-être sexuel.
Selon l’équipe de la plateforme, l’objectif est de créer une communauté bienveillante où chacun peut exprimer ses désirs librement, sans jugement, et rencontrer des personnes partageant les mêmes valeurs.

## Fonctionnalités
NousLib propose diverses fonctionnalités adaptées aux utilisateurs en quête de rencontres alternatives, telles que :
- Profils personnalisables selon l’identité et les préférences
- Filtres de recherche avancés selon les pratiques, intérêts ou localisation
- Chat en temps réel et appels vidéo
- Système de "Kiss" pour exprimer son intérêt
- Partage de photos éphémères pour plus d’intimité
- Profils vérifiés, notamment pour les femmes[2]
- Contenus éducatifs intégrés à l’application[3]

## Réception et impact
NousLib a reçu des critiques favorables dans certains médias spécialisés. Un article de 2025 publié par Clubic, média tech français, décrit l’application comme « une plateforme de rencontres française pour couples et célibataires explorant la sexualité sans tabou », en soulignant sa discrétion et la personnalisation de l’expérience utilisateur.
Le site belge DatingHelp.be a souligné que NousLib rassemble une communauté de plus de 2 millions d’utilisateurs, dans un environnement sécurisé et anonyme, avec des outils de recherche performants.
En 2022, NousLib a été classée parmi les 500 entreprises ayant connu la plus forte croissance en France par le journal Les Échos.
Une étude menée en 2022 par Ipsos en partenariat avec NousLib a révélé que près d’un Français sur deux estime qu’une vie sexuelle épanouie a un impact positif sur son bien-être général.

## Communauté et présence en ligne
NousLib a développé une communauté active, à la fois sur sa plateforme et sur les réseaux sociaux. Son blog officiel rassemble plusieurs centaines d’articles sur les relations, l’intimité, la sexualité et les pratiques amoureuses alternatives.
Le blog propose :
- Des conseils en amour et sexualité pour célibataires et couples
- Des guides sur le polyamour et le libertinage
- Des réflexions sur les tabous sociaux et le bien-être sexuel[3]

## Confidentialité et sécurité
NousLib met l’accent sur la sécurité des utilisateurs grâce à une modération quotidienne, à la vérification des photos et à la validation des profils. La plateforme propose également des outils pour signaler ou bloquer des utilisateurs, ainsi que des fonctionnalités telles que le partage de photos éphémères pour plus de confidentialité.

## Disponibilité
NousLib est accessible via une application mobile et un site web, compatibles avec les appareils Android et iOS.